# ویلیام والاس وترسپون
ویلیام والاس وترسپون (انگلیسی: William Wallace Wotherspoon; ۱۶ نوامبر ۱۸۵۰ – ۲۱ اکتبر ۱۹۲۱) سرلشکر نیروی زمینی ایالات متحده آمریکا بود، که در فاصله سال‌های ۱۹۱۴ تا ۱۹۱۵ به‌عنوان ششمین رئیس ستاد نیروی زمینی ایالات متحده آمریکا فعالیت می‌کرد.
وترسپون فعالیت نظامی را از سال ۱۸۷۰ در نیروی دریایی ایالات متحده آمریکا آغاز کرد، از ۱۹۰۱ تا ۱۹۰۲ فرماندهی گردان دوم هنگ ۶ پیاده را برعهده داشت، از ۱۹۰۷ تا ۱۹۱۲ فرمانده کالج جنگ نیروی زمینی ایالات متحده آمریکا بود و از ۱۹۱۲ تا ۱۹۱۴ به‌عنوان فرمانده قرارگاه خلیج ارتش فعالیت می‌کرد.
وی در جنگ‌های سرخ‌پوستان، جنگ آمریکا و اسپانیا و جنگ فیلیپین و آمریکا حضور داشت و در سال ۱۹۱۴ پس از ۴۴ سال خدمت از نیروهای مسلح آمریکا بازنشسته شد.